# Новоозерне (буксирний катер)
«Новоозерне» — буксирний катер проєкту Т63ОЖ Військово-Морських Сил України. Має бортовий номер А942. Названий на честь селища міського типу Новоозерне.

## Історія
Буксирний катер «БУК-261» був побудований на Костромському судномеханічному заводі в 1955 році (заводський №1866), увійшов до складу Чорноморського флоту. Входив до складу 70-ї групи морських і рейдових суден забезпечення ВМФ в місті Ізмаїл. Згідно з Договором про розділ Чорноморського флоту в 1997 році відійшов Україні, де продовжив службу, 1 серпня 1997 року був включений до складу Військово-Морських Сил України. 25 травня 2001 року отримав нову назву «Новоозерне» (бортовий U942). Буксирний катер базувався в Новоозерному (оз.Донузлав). У 2014 році, в результаті російської агресії, катер був захоплений російською армією. 19 квітня 2014 року внаслідок досягнутих домовленостей між оборонними відомствами України та Росії буксирний катер «Новоозерне» був переданий Україні та переведений в Очаків.